# Persone di nome Lindsay
| Questa pagina contiene informazioni ricavate automaticamente dalle voci biografiche con l'ausilio del template Bio e di un bot. L'aggiornamento è periodico e automatico e ricostruisce completamente la pagina. Se manca una persona in questa lista, sei pregato di non aggiungerla, ma accertati piuttosto che la sua voce biografica contenga il template Bio e che i dati anagrafici siano correttamente compilati. Se il template Bio manca, inseriscilo tu stesso o, in alternativa, metti l'avviso {{tmp\|Bio}} che ne segnala la mancanza. Se i dati riportati sono sbagliati, correggi direttamente la voce biografica; le modifiche saranno visibili in questa lista entro pochi giorni. Per chiarimenti vedi il progetto antroponimi. La lista contiene solo le 56 persone che sono citate nell'enciclopedia e per le quali è stato implementato correttamente il template Bio. Pagina aggiornata al 22 gen 2025. |

Questa è una lista di persone presenti nell'enciclopedia che hanno il nome Lindsay, suddivise per attività principale.

## Allenatrici di tennis(1)
- Lindsay Davenport, allenatrice di tennis e ex tennista statunitense (Palos Verdes, n. 1976)

## Attrici(13)
- Lindsay Crouse, attrice statunitense (New York, n. 1948)
- Lindsay Duncan, attrice britannica (Edimburgo, n. 1950)
- Lindsay Felton, attrice statunitense (Seattle, n. 1984)
- Lindsay Frost, attrice statunitense (Minneapolis, n. 1962)
- Lindsay e Sidney Greenbush, attrice statunitense (Hollywood, n. 1970)
- Lindsay Hartley, attrice, regista e sceneggiatrice statunitense (Palm Springs, n. 1978)
- Lindsay Lohan, attrice, cantante e modella statunitense (New York, n. 1986)
- Lindsay Mendez, attrice e cantante statunitense (Norwalk, n. 1983)
- Lindsay Price, attrice statunitense (Arcadia, n. 1976)
- Lindsay Pulsipher, attrice statunitense (Salt Lake City, n. 1982)
- Lindsay Seidel, attrice e doppiatrice statunitense
- Lindsay Sloane, attrice statunitense (New York, n. 1977)
- Lindsay Wagner, attrice, scrittrice e ex modella statunitense (Los Angeles, n. 1949)

## Attrici pornografiche(1)
- Audrey Hollander, ex attrice pornografica e regista statunitense (Louisville, n. 1979)

## Calciatori(2)
- Lindsay Bury, calciatore inglese (Manchester, n. 1857 - † 1935)
- Lindsay Rose, calciatore francese (Rennes, n. 1992)

## Canottiere(2)
- Lindsay Jennerich, canottiera canadese (Victoria, n. 1982)
- Lindsay Shoop, canottiera statunitense (Charlottesville, n. 1981)

## Cantanti(3)
- Lindsay, cantante belga (Ninove, n. 1978)
- Lindsay Dracass, cantante britannica (Sheffield, n. 1984)
- Lindsay Pearce, cantante e attrice statunitense (Modesto, n. 1991)

## Cantautrici(2)
- Lindsay Ell, cantautrice canadese (Calgary, n. 1989)
- Lindsay Robins, cantautrice canadese (Montréal, n. 1986)

## Cestiste(5)
- Lindsay Allen, cestista statunitense (Clinton, n. 1995)
- Lindsay Gottlieb, ex cestista e allenatrice di pallacanestro statunitense (Scarsdale, n. 1977)
- Lindsay Taylor, ex cestista e allenatrice di pallacanestro statunitense (Poway, n. 1981)
- Lindsay Whalen, ex cestista e allenatrice di pallacanestro statunitense (Hutchinson, n. 1982)
- Lindsay Wisdom, ex cestista e allenatrice di pallacanestro statunitense (Naperville, n. 1986)

## Cestisti(3)
- Lindsay Gaze, ex cestista e allenatore di pallacanestro australiano (Adelaide, n. 1936)
- Lindsay Hairston, ex cestista statunitense (Detroit, n. 1951)
- Lindsay Tait, ex cestista neozelandese (Sydney, n. 1982)

## Compositori(1)
- Lindsay Jones, compositore e tecnico del suono statunitense (Durham, n. 1969)

## Coreografi(1)
- Lindsay Kemp, coreografo, attore e ballerino britannico (Lewis e Harris, n. 1938 - Livorno, † 2018)

## Disc jockey(1)
- DJ Korsakoff, disc jockey olandese (Akersloot, n. 1983)

## Disegnatori(1)
- Lindsley Foote Hall, disegnatore statunitense (Portland, n. 1883 - † 1969)

## Fagottiste(1)
- Lindsay Cooper, fagottista, oboista e compositrice inglese (Hornsey, n. 1951 - Londra, † 2013)

## Giocatori di football americano(1)
- Lindsay Scott, ex giocatore di football americano statunitense (Jesup, n. 1960)

## Giocatrici di curling(1)
- Lindsay Sparkes, ex giocatrice di curling canadese (North Vancouver, n. 1950)

## Modelle(3)
- Lindsay Ellingson, supermodella statunitense (San Diego, n. 1984)
- Lindsay Frimodt, modella statunitense (Sacramento, n. 1981)
- Lindsay Japal, modella britannica (George Town, n. 1988)

## Nuotatrici(2)
- Lindsay Benko, ex nuotatrice statunitense (Elkhart, n. 1976)
- Lindsay Farella, ex nuotatrice statunitense

## Paleontologhe(1)
- Lindsay Zanno, paleontologa statunitense

## Pallavoliste(4)
- Lindsay Dowd, pallavolista statunitense (Los Gatos, n. 1991)
- Lindsay Fletemier, ex pallavolista statunitense (n. 1988)
- Lindsay Flory, pallavolista statunitense (Lexington, n. 1996)
- Lindsay Stalzer, pallavolista statunitense (Peoria, n. 1984)

## Politici(1)
- Lindsay Hoyle, politico britannico (Adlington, n. 1957)

## Registi(2)
- Lindsay Anderson, regista britannico (Bangalore, n. 1923 - Angoulême, † 1994)
- Lindsay Shonteff, regista, produttore cinematografico e sceneggiatore canadese (Toronto, n. 1935 - Canada, † 2006)

## Registi teatrali(1)
- Lindsay Posner, regista teatrale britannico (n. 1959)

## Schermitrici(1)
- Lindsay Campbell, schermitrice statunitense (n. 1981)

## Scrittori(1)
- Lindsay Clarke, scrittore britannico (Halifax, n. 1939)

## Tenniste(1)
- Lindsay Lee-Waters, ex tennista statunitense (Oklahoma City, n. 1977)